# Forceville Communal Cemetery And Extension
Forceville Communal Cemetery And Extension is een begraafplaats gelegen in de Franse plaats Forceville (gemeente) (Somme). De militaire graven worden onderhouden door de Commonwealth War Graves Commission.
De begraafplaats telt 308 geïdentificeerde graven waarvan 302 Gemenebest graven uit de Eerste Wereldoorlog en 6 overige graven uit de Eerste Wereldoorlog.